# Regencia del Reino de España

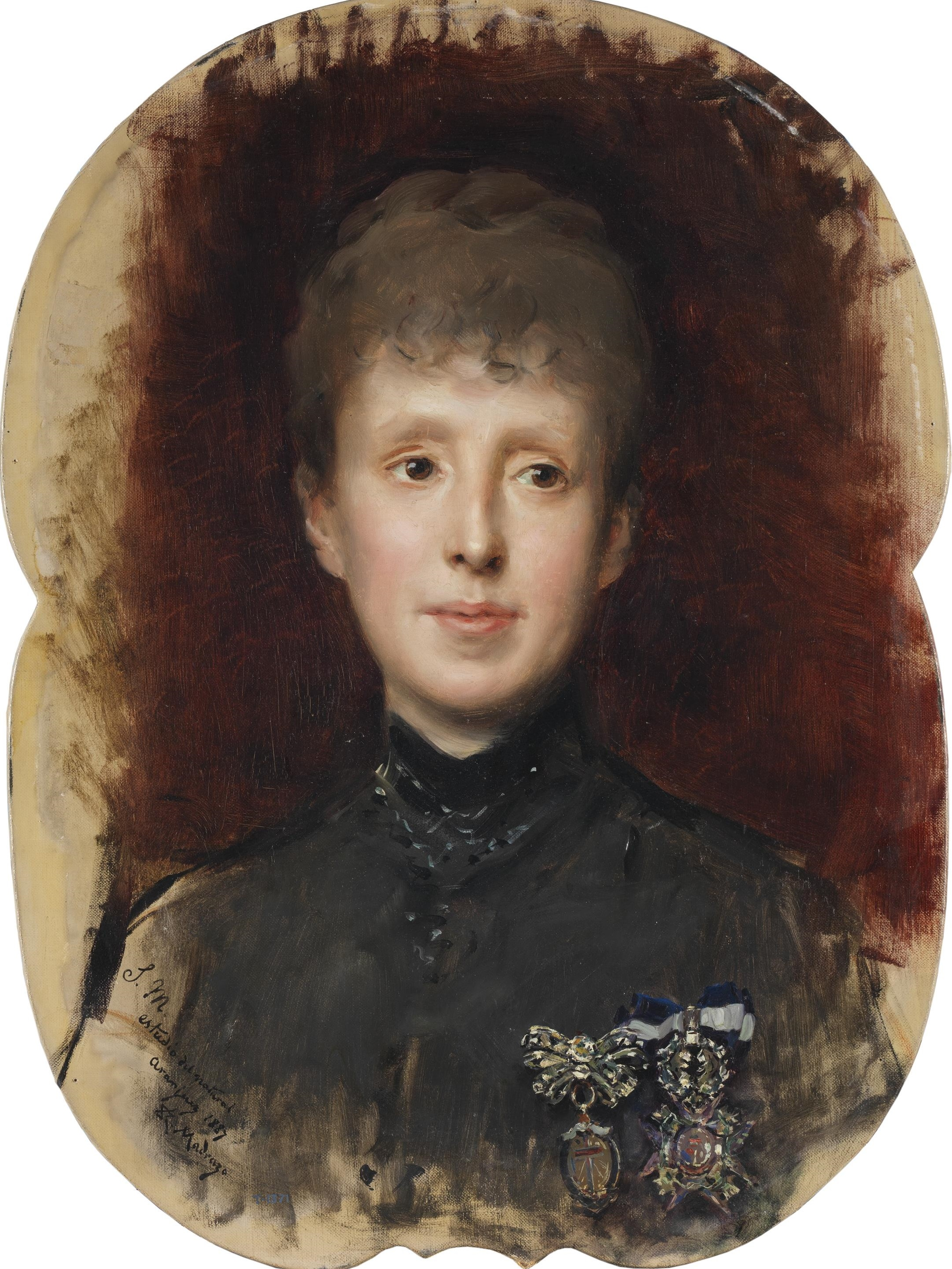
La Regencia de la reina María Cristina de Habsburgo-Lorena se prolongó a lo largo de más de 16 años (1885-1902), convirtiéndose en la más duradera hasta la fecha.

La Regencia del Reino es una de las formas de ejercicio de las potestades y funciones que corresponden al titular de la Corona de España. Es una fórmula constitucionalmente regulada, pero excepcional, pues supone un desplazamiento, no de la titularidad de la Corona ni de su posición jurídica, que permanecen únicamente en la persona del rey o reina de España, pero sí del ejercicio de sus atribuciones. Este ejercicio queda encomendado a la institución peculiar y temporal de una regencia, que se incardina en el régimen institucional de la Corona en la monarquía parlamentaria española, pero asume de iure et de facto las competencias de su titular por un tiempo o en unas circunstancias determinadas.
Dado que la Regencia no priva al rey de su condición, aquella habrá de ejercerse siempre por mandato constitucional y en el nombre del monarca.

## Supuestos
La desproporcionada relevancia histórica, más o menos afortunada, que en España han tenido los numerosos períodos de regencia, indujeron a las Cortes constituyentes que redactaron la Constitución del 78 a redactar con especial cuidado y profusión las reglas relativas a esta peculiar figura.
Así, de acuerdo con el artículo 59 de la Constitución, caben dos situaciones para las cuales se halla previsto un régimen de regencia. En ninguna otra circunstancia puede establecerse, salvo reforma constitucional; éstas situaciones son las que siguen:
- En supuesto de minoría del titular de la Corona, y hasta su mayoría de edad, serán llamada a ejercer la Regencia del Reino el padre o madre supérstite, y en su defecto el pariente mayor de edad más próximo a suceder en la Corona, según el orden establecido en el artículo 57 de la Constitución.
- Si el titular de la Corona deviniere inhábil para el ejercicio de sus funciones y de su autoridad (por ejemplo en supuestos de incapacidad física absoluta, o de enajenación del juicio, etc.), y esta imposibilidad fuere reconocida por las Cortes Generales, será llamado automáticamente al ejercicio de la Regencia el heredero al trono, esto es, el príncipe de Asturias, si fuere mayor de edad. Si no lo fuere, se procederá conforme a lo previsto para la minoría del rey, hasta que el príncipe de Asturias alcance la mayoría de edad.

## Formas
Dándose cualquiera de estos dos supuestos (minoría o inhabilitación para el ejercicio de la autoridad real), cabe una forma de Regencia de tipo unipersonal, que ejercería en principio un familiar del rey titular, pudiendo recaer normalmente en la consorte viuda, el príncipe heredero o, más raramente, en un infante de España. Cualquiera de estas personas ejercería como regente en solitario.
Cabe sin embargo que la regencia no pueda proveerse por las personas naturalmente llamadas a ejercerla, según el orden mencionado en cada caso, dentro de la familia real. En este supuesto, esto es, si no hubiera persona alguna a quien corresponda en Derecho la Regencia, ésta será nombrada por las Cortes Generales, y podrá ser, también unipersonal, o bien colegiada, y en este caso, componerse de tres o de cinco personas.

## El regente
El regente o regentes deberán cumplir en cualquier caso con dos requisitos cumulativos, sin los cuales no podrán acceder a esta dignidad:
- estar en posesión de la nacionalidad española;
- ser mayor de edad.[3]

La de regente es, además de una función constitucional, un título y una dignidad nobiliaria. Como tal, el regente del Reino gozará del tratamiento de alteza y, en lo demás, los honores que correspondan al príncipe de Asturias, salvo que le correspondieren tratamiento o dignidad mayor. Así, si el regente fuera la reina consorte viuda, seguirá ostentando el título legítimo de reina y el tratamiento de majestad.

## Tutela del rey menor
Por última referencia, cabe añadir que la reina consorte o el consorte de la reina sí pueden en realidad ejercer una función constitucional que, aunque situada más en la órbita de la esfera privada, no deja de tener una gran significación política y por ello mismo está recogida en la Constitución. Es la tutela sobre el rey menor. En efecto, cuando el titular de la Corona, rey o reina de España, en posesión de tal cargo se encuentre en su minoría de edad, corresponde a una persona, española y mayor de edad, ejercer una función de tutela sobre el rey menor. La designación de esta tutela puede proceder de tres fuentes de legitimidad distintas y subsidiarias, en este orden:
- tutela testamentaria, designado su titular por el rey en testamento;[6]
- tutela legítima, la que corresponde al padre o madre supérstite (de ordinario la reina viuda o el consorte viudo, pero no necesariamente);
- tutela parlamentaria, que vendrá designada por las Cortes Generales cuando no proceda ninguna de las anteriores.

El tutor del rey no puede ejercer ningún cargo de representación política.